# شهرستان والاس (کانزاس)
شهرستان والاس، کانزاس (به انگلیسی: Wallace County, Kansas) یک سکونتگاه مسکونی در ایالات متحده آمریکا است که در کانزاس واقع شده‌است.